# كولن هيلتون
كولن هيلتون (26 سبتمبر 1937 في المملكة المتحدة - 30 أكتوبر 2015 في المملكة المتحدة) (بالإنجليزية: Colin Hilton)‏ هو لاعب كريكت بريطاني. لعب مع نادي مقاطعة لانكشر للكريكت ‏ ونادي مقاطعة ساسكس للكريكت ‏.

## وصلات خارجية
- كولن هيلتون على موقع إي آس بي آن كريك إنفو (الإنجليزية)